# Phoperigea thyatirodes
Phoperigea thyatirodes är en fjärilsart som beskrevs av George Francis Hampson 1918. Phoperigea thyatirodes ingår i släktet Phoperigea och familjen nattflyn. Inga underarter finns listade i Catalogue of Life.